# 清潭洞
清潭洞（チョンダムドン）は大韓民国ソウル特別市、漢江南側の江南区に位置する繁華街・高級住宅街である。江南区に属する法定洞および行政洞の名称でもある。清潭洞付近には不動産長者や成功した芸能人など、韓国でもトップクラスの高所得層が住んでいる。
西に隣接する狎鷗亭洞付近の繁華街である狎鴎亭（アックジョン）、そのまた西の新沙洞（シンサドン）の繁華街であるカロスキル（街路樹通り）とともに韓国でも最も高級なショッピングエリアとして知られ、狎鴎亭路で結ばれたこれらの繁華街は韓国の流行を主導する場所として付近の高所得層や外国人観光客などを集めている。清潭洞は狎鴎亭よりも年齢層が上の世代を狙ったレストラン、ヘアサロン、高級ブランド品店が軒を連ねており、特に世界の高級ブランドの旗艦店が集まる狎鴎亭路沿いはチョンダムファッションストリートと呼ばれる。

## 沿革

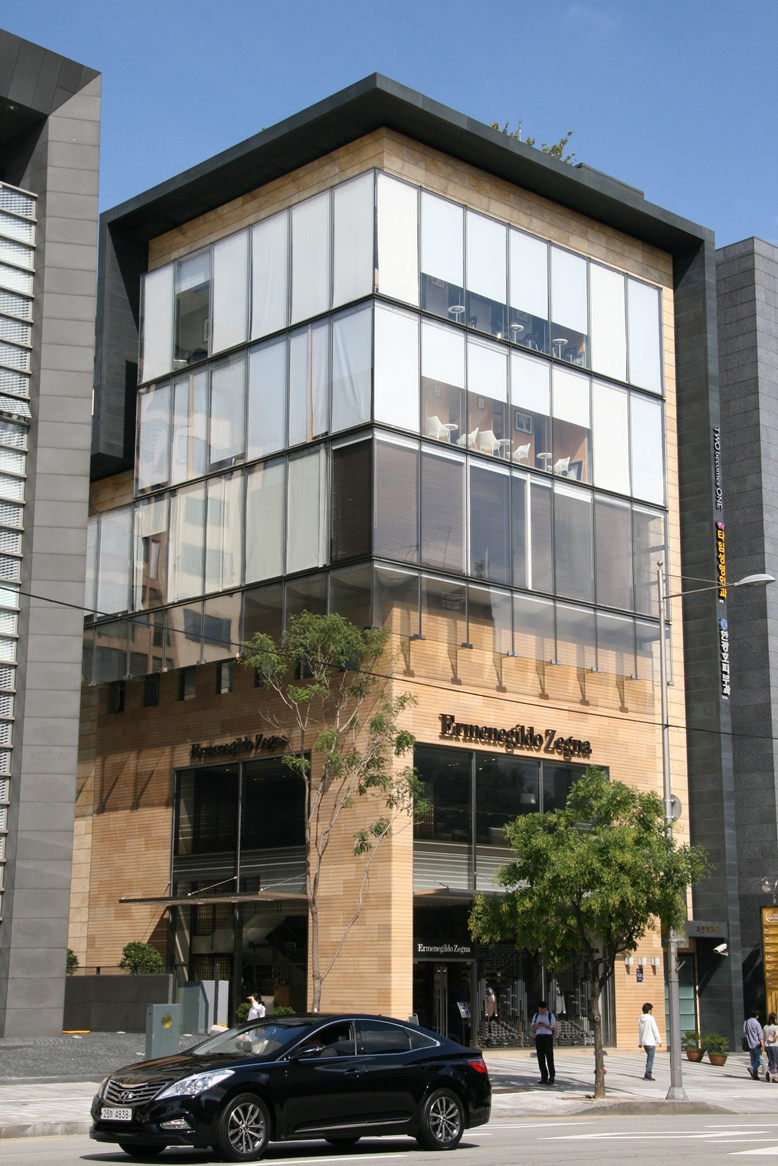
清潭洞のエルメネジルド・ゼニア

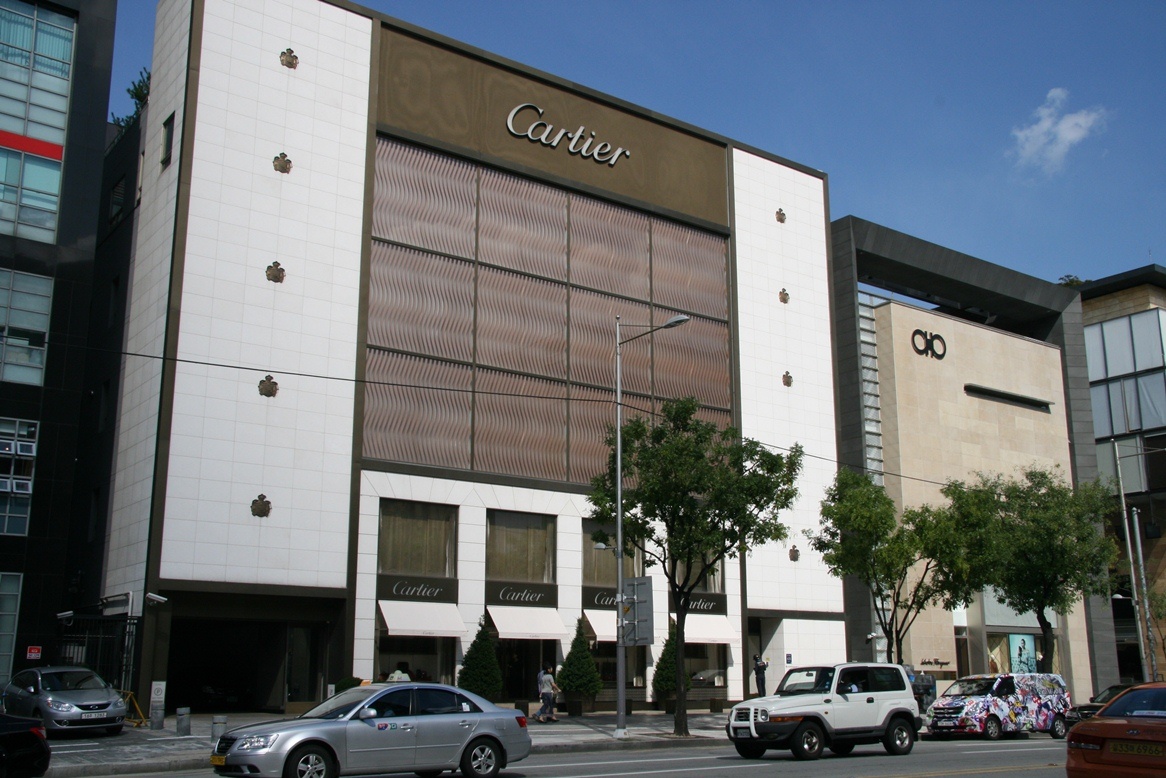
カルティエとサルヴァトーレ・フェラガモの店舗

清潭洞は江南区の北東の漢江沿岸に位置する洞であり、西側は狎鷗亭洞と論峴洞、南側は三成洞と接しており、北側には漢江を挟んで城東区聖水洞と広津区紫陽洞にそれぞれ接している。
清潭洞という地名の由来は、この地に澄んだ水の池があること、および漢江の水がこの辺の岸辺で澄んでいたことから来ている。チョンスッコル（清い水の谷）と呼ばれる村がこの周辺にあった。かつては漢江の対岸の紫陽洞のトゥクソムとの間に渡船があり、永東地域（現在の江南）の農産物や魚をソウルに運んだり、ソウルから奉恩寺へ参拝に来る人などが多く利用しており、1970年に永東大橋が架かるまでは地域住民の足として使われていた。
1914年にチョンスッコルと周辺の村落をまとめて京畿道広州郡彦州面清潭里となった。1963年1月1日に江南一帯はソウル特別市に編入され、1970年代以降は農村だった清潭洞付近も政府主導による都市開発が進められた。
- 1963年1月1日　ソウル市城東区に編入され、水島洞となる
- 1970年5月18日　水島洞が清潭洞に改称
- 1975年10月1日　江南区設置により江南区に編入
- 1977年9月1日　清潭洞から三成洞が分かれる
- 1988年7月1日　行政洞の分割。清潭洞が清潭1洞・清潭2洞に分かれる
- 2009年3月1日　清潭1洞・清潭2洞が清潭洞に統合

漢江の北の旧市街から名門高校が移転してきた江南には高所得層も集まるようになった。清潭洞にはこれらの上流階級をあてにしたアートギャラリーが集積するほか、K-POPを代表する芸能事務所やエンターテインメント企業も集積している。

## 最寄の交通施設
- 鉄道
  - ソウル交通公社7号線…清潭駅
  - 盆唐線…狎鴎亭ロデオ駅